# Menschensohn (Roman)
Menschensohn (Originaltitel: Hijo de hombre) ist ein im Jahr 1960 erschienener, 1962 überarbeiteter Roman des paraguayanischen Autors Augusto Roa Bastos. Die deutsche Übersetzung von Curt Meyer-Clason erschien 1962 im Carl Hanser Verlag. Zwanzig Jahre nach Ersterscheinen begann Roa Bastos, den Erzähltext nochmals „umzuarbeiten und zu verbessern“. Diese dritte, überarbeitete und erweiterte Ausgabe erschien 1985 im Verlag Alfaguara, Madrid. Menschensohn ist der erste Teil einer „von Leben und Geschichte der paraguayanischen Gesellschaft inspirierten Roman-Trilogie“: Menschensohn, Ich, der Allmächtige (1974) und El Fiscal (1993).

## Kurzbeschreibung
Der Roman Menschensohn beschreibt das Leben der unterdrückten Bevölkerung Paraguays. Die Geschichte wird auf verschiedenen Zeitebenen erzählt und dargestellt mit wechselnden Protagonisten sowie aus vielfältigen Blickwinkeln. Dabei rückt der Kampf der Arbeiter in den Mittelpunkt, ebenso wie ihr Widerstand gegen soziale Ungleichheit und die repressiven Maßnahmen der politischen und wirtschaftlichen Eliten. Roa Bastos stellt hierbei „ausdrücklich klar, dass es ihm nicht darum geht, eine Erzählung beeindruckender Heldentaten zu konstruieren; er versucht, die historische Realität Paraguays zum Ausdruck zu bringen“ und dadurch, dass er keine Individuen dauerhaft in den Vordergrund rückt, „einen brandneuen Messias hervorzubringen: die Menschheit“.

## Inhalt

### Entstehung des „Cristo de Itapé“
Gaspar Mora „war so lange mit Holz umgegangen, daß er danach roch. Die Leute kamen von weit her, um seine Instrumente zu kaufen und zahlten, was er für sie forderte. Er war nicht knauserig und behielt nur das Notwendigste, um Material und Werkzeuge kaufen zu können. Den Rest verteilte er unter den minder Begüterten.“ Eines Tages jedoch verschwindet Mora spurlos aus seinem Dorf Itapé. „Monate vergingen, vielleicht auch Jahre. Dann brachte ein Baumfäller die Nachricht […], er habe beim Holzfällen tief im Walde gegen Abend den Klang einer Gitarre gehört“, gespielt vom an Lepra erkrankten Gaspar. Die Itapeños versorgen den Instrumentenbauer, wie es schon vorher die in ihn verliebte María Rosa getan hat. Im Jahr 1910, das eine große Trockenzeit mit sich bringt, findet man Gaspar tot auf, findet in seiner Hütte auch die lebensgroße Holzfigur eines nackten Mannes, geschnitzt von Gaspar: „Während seiner freiwilligen Verbannungszeit hatte er geduldig das Bildnis geschnitzt, vielleicht, um einen Gefährten in der Gestalt eines Menschen zu haben“. Die Itapeños, darunter Gaspars Onkel Macario, bringen den hölzernen „Christus“ nach Itapé, ersehnter Regen setzt ein, was sie als wundersames Vorzeichen ansehen, der Geistliche jedoch nicht: Er „widersetzte sich rundweg dem Ansinnen, daß das Christusbild […] in die Kirche geschafft werde.“ Ein Teil der Itapeños stellt sich auf Macarios Seite, ein anderer Teil auf die des Geistlichen, darunter der Landwirt Nicanor Goiburú, der fordert, man solle die Figur verbrennen. Ein vom Geistlichen beauftragter Anschlag unter anderem der Goiburú-Zwillinge, Söhne Nicanors, auf die Figur scheitert, doch hat der Anschlag zur Folge, dass man das Christusbild fortschafft, auf einen Berg etwa zweieinhalb Kilometer vom Dorf entfernt. María Rosa, deren Verstand durch den Tod Gaspars zerrüttet ist, wird später die Wächterin der „Cristo de Itapé“ genannten Skulptur auf jenem Berg. „Als Vierzigerin mit verfilztem, ergrauenden Haar war María Rosa trotz einer späten Mutterschaft, die ihr eine Tochter beschert hatte, immer noch in ihn [=Gaspar] verliebt.“ Die Itapeños „wanderten Jahr für Jahr auf den Berg, nahmen den Schmerzensmann vom Kreuz und trugen ihn durchs Dorf wie ein Opfer, das es zu rächen galt, und nicht wie einen Gott, der für die Menschheit gestorben war. […] Ein Glaube, der eine Umkehrung des Glaubensbekenntnisses war und dadurch ein unablässiger Versuch der Auflehnung.“

### Familie Jara und „Doktor“ Dubrowsky
„Auf den Matepflanzungen von Takurú-Pukú, nach dem Bauernaufstand von 1912“ werden Casiano Jaras und seine Frau Natividad in die Schuldknechtschaft von Takurú-Pukú gelockt. „Keinem Flüchtling ist es je geglückt, den Matepflanzungen von Takurú-Pukú lebend zu entrinnen. […] Takurú-Pukú galt daher als Festung eines blutrünstigen Landes, ummauert von den Urwäldern des Alto Paraná, von dem Sumpfgürtel, den das von Raubtieren und Schlangen wimmelnde Überschwemmungsgebiet bildet, von den hohen Sandsteinufern, von dem breiten, trüben Fluß, […] vor allem aber von dem eisernen Willen der Bevollmächtigten, die völlige Handlungsfreiheit hatten“. Einer dieser Mate-Mächtigen, der Firmen-Kommissar Juan Cruz Chaparro, beginnt nach etwa einem Jahr ohne Rücksicht auf „die schon sichtbare Mutterschaft“ ein Auge auf Natividad zu werfen, „ließ sich nicht aus der Ruhe bringen. Wenn er zwei Jahre gebraucht hatte, um das hübsche Weibchen […] unter dem Ausschuß an alten Weibern zu entdecken, konnte er noch etwas länger warten.“ Er teilt Casiano so zur Arbeit ein, dass Casiano weniger oft bei Natividad sein kann, bietet Casiano an, ihm Natividad für den Preis ihrer Geldschuld abzukaufen, so dass Casiano vor der Wahl steht: Allein der Schuldknechtschaft entkommen, oder vor der drohenden Willkür mit Natividad zusammen fliehen. Der erste Fluchtversuch mit der etwa im achten Monat schwangeren Natividad scheitert. Der zweite Fluchtversuch kann erst nach der Geburt ihres Sohnes Cristóbal stattfinden. Dieser Fluchtversuch gelingt, „in Anlehnung an die biblische Episode, als Moses die Israeliten aus dem unterdrückerischen Ägypten führte“, und bringt die flüchtige Kleinfamilie bis in ihre Geburtsstadt Sapukai zurück, wo Casiano Jara einen durch eine große Kriegsexplosion ausgebrannten Eisenbahnwagon „unmerklich, unablässig, ohne Schienenstrang“ auf der „durstigen, rissigen Steppe“ an einen wasserreicheren Ort schiebt, über „fünf oder zehn Monate oder Jahre“; dieser Wagon dient der Kleinfamilie als Behausung.
Etwa im Jahr 1917 kommt der eisenbahnreisende Exilant Alexis Dubrowsky durch einen Zufall nach Sapukai: Man verdächtigt ihn, das Kind einer Mitreisenden entführen zu wollen, er wird aus einem Eisenbahnwagen „gerissen und auf dem roterdigen Bahnsteig von Sapukai […] auf den Knien umhergezerrt“, geschlagen und gestoßen, schließlich von der Polizeiwache gepeitscht. Zunächst steigt er in einem Gasthaus ab, als ihm das Geld ausgeht, schläft er unter dem Vorbau der Kirche. Etwa im Jahr 1918 verlässt er die Ortschaft, baut sich in einem Wald eine Hütte, heilt durch eine zufällige Begegnung María Regalada Caceré, die Tochter des Totengräbers, der Dubrowsky daraufhin ein San-Ignatio-Schnitzbild schenkt, das Marías Großvater während seiner Totengräber-Tätigkeit gefunden hatte. Die wundersame Heilung der María Regalada hat bald weitere Kundschaft für „den Doktor“ zur Folge, darunter auch „einen am Wechselfieber erkrankten Sonderling, der mit seiner Frau und einem kleinen Kind einen der durch die Explosion beschädigten Eisenbahnwagen bewohnte“: Casiano Jara, „Räuberhauptmann der Ziegeleien von Costa Dulce“. Außerdem wird die Hütte des medizinbegabten Russen „der Mittelpunkt der mittlerweile gedeihenden Aussätzigenkolonie“. Eines Tages jedoch ergießt sich aus unklar bleibenden Gründen ein „Strom von Gold- und Silbermünzen“ aus dem offenbar hohlen San-Ignatio-Schnitzbild. Dieser Inhalt des Schnitzbildes „fesselt die Aufmerksamkeit und die Seele des Arztes so sehr, dass María Regalada über seine Metamorphose von einem gütigen, großmütigen, großzügigen und hilfsbereiten Arzt zu einem gierigen und gleichgültigen Arzt nachdenkt, der so kaltschnäuzig geworden ist wie die Objekte seiner neuen Liebe: Gold und Silber“, von denen Dubroswky nun mehr haben möchte: Von seinen Patienten fordert er, „sie möchten seine Behandlung mit alten Schnitzereien bezahlen, mit den ältesten Bildern bezahlen, die sie auftreiben konnten“, und er verfällt dem Alkohol. „So blieb er ein paar Monate, betrunken, halb verrückt, wortkarger denn je. Schließlich verschwand er“, nachdem er alle seine gesammelten alten Schnitzereien „mit Axthieben zerstört“ und María Regalada „zwischen den zerstückelten Heiligenbildern“ vergewaltigt hat. María Regalada lässt er schwanger zurück.

### Revolutionsversuch und Krieg
Viele Jahre nach der Flucht der Jaras führt der inzwischen erwachsen gewordene Cristóbal Jara den Ich-Erzähler des Romans, den wegen verschwörerischer Umtriebe nach Sapukai verbannten Armeeoffizier Miguel Vera, zu dem Eisenbahnwagon: dem „Heim“ des Cristóbal Jara. Dort trifft Vera auf fünfzig Männer. „Wir werden hier unseren Revolutionstrupp bilden und möchten, daß sie uns führen… uns ausbilden“, gesteht man Vera. Die von Vera ausgebildeten, von Jara mit angeführten Revolutionäre scheitern im Jahre 1931. Jara „sieht sich gezwungen, der Gesellschaft zu entfliehen, um auf einem Friedhof mit den physisch Toten zu leben“, wobei ihm María Regalada und deren von Alexis gezeugter Sohn helfen. Langfristig empfehlenswerter Unterschlupf: die Leprakolonie. „Die Aussätzigen durften nicht verhört werden, ein Vorrecht, dem sie eine gewisse Würde des Auftretens entlehnten.“ Der wegen verschwörerischer Umtriebe nach Sapukai verbannte Vera wird gleichfalls verhaftet und in der Militärstrafkolonie Peña Hermosa inhaftiert. „Ob Sapukai oder Peña Hermosa, mir ist alles gleich. Ich erwarte nichts, ich erhoffe nichts. Ich vegetiere nur dahin und rieche vermutlich nach Schlamm und Schweiß.“ Am 5. August 1932 verlässt er die wegen des Chacokriegs faktisch aufgelöste Militärstrafkolonie, in der Front-Garnison Isla Po’i sieht er aus der Ferne Cristóbal Jara und weitere Aufständische des Jahres 1931 wieder, die „dem vaterländischen Kreuzzug eingegliedert worden waren, um den in den Besitz der Bolivianer geratenen Chaco zurückzuerobern.“ Auch die Tochter der Gaspar-Mora-Geliebten María Rosa, Juana Rosa, ist in Frontnähe zu finden: Sie, inzwischen mit dem Unteroffizier Crisanto Villalba verheiratet, arbeitet zusammen mit der Ex-Prosituierten Salu’í in einem Lazarett. Miguel Vera wird Chef einer 136 Mann starken Kompanie, „Teil von einer fünftausend Mann starken Kampftruppe […], deren Ziel die Rückeroberung des Forts Boquerón ist.“ Als der Bataillonschef am 14. September fällt, übernimmt Miguel Vera als „der dienstälteste und einzige Offizier des Bataillons“ dessen Posten. „Das Bataillon ist eine Kommode, über die jeder nach Belieben verfügt. Manchmal steht es in der Reservestaffel, bisweilen wird es auch als Manövriereinheit, als Mädchen für alles verwendet.“ Als Anführer eines Spähtrupps gerät Miguel Vera während der beabsichtigten Belagerung von Fort Boquerón in eine aussichtslose, von anderen paraguayanischen Truppen abgeschnittene Lage, aus der ihm eine Einheit unter Führung von Cristóbal Jara heraushelfen soll. Salu’í, die für Jara schwärmt, kann sich in der Uniform eines während eines bolivianischen Junkers-Angriffs umgekommenen Soldaten in Jaras Zug mischen. Geschwächt beispielsweise durch Insubordination im eigenen Zug oder einen weiteren bolivianischen Junkers-Angriff gelingt es Jaras Trupp zwar, den „Sonderauftrag“ zu erfüllen, doch zuvor sterben erst Salu’í, dann Jara selbst.

### Ende des „Cristo de Itapé“
Noch während des Kriegs kehrt Salu’ís Kollegin Juana Rosa, die Tochter der Gaspar-Mora-Geliebten María Rosa, ohne ihren Mann Crisanto Villalba nach Itapé zurück, wo das Gemeindeoberhaupt Melitón Isasi, „verschanzt als höchste Autorität in diesem unseligen Dorf“, herrscht und möglichst alle Männer an die Front schickt, „und zwar bis zum letzten völlig Dienstuntauglichen und sogar bis zu den noch nicht dienstpflichtigen jungen Burschen.“ Der Grund: „Seine Freude und Verzweiflung waren die jungen Weiber. Er stürzte sich auf sie mit einem Heißhunger, der stärker war als seine Mannesstärke“, obgleich verheiratet mit „einem armen kranken Weib, das auch vor Angst schlotterte.“ Von einigen heißt es, „Juana Rosa habe keinen anderen Ausweg gefunden als Melitón Isasi als Beischläferin zu dienen, weil dieser ihr drohte, er werde ihren Sohn umbringen“, der „damals vermutlich nicht einmal eineinhalb Jahre alt“ war. Juana Rosa beendet die Beziehung dadurch, dass sie behauptet, „sie ginge in den Chaco, um Crisanto abzuholen, damit er entweder sterbe oder mit ihr zurückkomme“, lässt dazu ihr Kleinkind „bei der verrückten Großmutter“ María Rosa. „Juana Rosa war nicht die einzige Gespielin Melitón Isasis. Manchmal tummelten sich drei junge Weiber im Hinterhof […]. In Wirklichkeit war Juana Rosa die kürzeste Dauer beschieden. Währenddessen angelte er sich Felicitas Goiburú“, ein Schulkind, Tochter des Landwirts Nicanor Goiburú, der einst gefordert hatte, man solle die von Gaspar Mora gefertigte Christus-Figur verbrennen. Jene leichte und leichtgläubige Beute überredet Melitón Isasi „mit ein paar Geschenken zu einer Beziehung“. Als Felicitas im vierten Monat schwanger ist, wünscht Melitón Isasi eine Abtreibung; eine Ordensschwester sorgt dafür, dass die nun fünfzehnjährige Felicitas zu einer Hebamme verschwindet. Die heimkehrenden „Goiburú-Brüder ersetzen die Christus-Statue, indem sie den Vergewaltiger ihrer Schwester kreuzigen. Der Mythos des Volkes ist zerstört“, die Goiburú-Zwillinge dürfen „ins Kittchen“. Erst ein Jahr nach Ende des Krieges kommt Juana Rosas Mann Crisanto nach Hause – widerwillig, denn er vermisst den Krieg: „Befehlen, gehorchen, kämpfen… Das war Leben!“ Weder interessiert er sich für den Verbleib seiner Frau noch für seinen Sohn. Letzteren nimmt er aber mit, als er zu seiner weit außerhalb des Dorfes gelegenen Behausung geht und jene zerstört: „Es blitzte und krachte, und der Rancho flog wie der Unterstand eines Schützengrabens in tausend Fetzen in die Luft. Eine nach der anderen warf der Unteroffizier die zwölf Handgranaten, die er als Reliquien aus dem Chaco mitgebracht hatte, gegen die imaginäre feindliche Stellung.“ Miguel Vera, der nach seiner Kriegsheimkehr zum Bürgermeister Itapés aufgestiegen ist, sorgt auf Anraten einer im Krieg kennengelernten Ärztin dafür, dass der durchgedrehte Villalba in Asunción behandelt wird, während Miguel Vera sich um dessen Sohn kümmert. „Crisanto wird mir wegen der Reise keine Schwierigkeiten machen. Wenn ich ihm sage, daß der schöne Krieg von neuem ausgebrochen ist, wird er in den Zug steigen wie ein Kind, das zu einem Fest fährt.“

## Textanalyse
Bei Menschensohn handelt es sich um einen aus mehreren Ich-Perspektiven erzählten Roman, der in 10 episodenhafte Kapitel unterteilt ist, „während er eine organische Handlungs-Einheit besitzt“. Die verschiedenen Episoden sind hierbei nicht nur durch den oft völlig in den Hintergrund tretenden Ich-Erzähler Miguel Vera vereint, sondern auch durch eine „Manuskript“-Technik: Am Ende des Romans kommt in einer Art Matrjoschka-Effekt heraus, dass die Ärztin, die eine psychische Behandlung Villalbas befürwortet hatte, sich nach Miguel Veras Tod dessen erzählerischen Nachlasses annahm und die Texte, was ihre Figur betrifft, auch redigierte: Eigentlich sei das Textkonvolut nur „ein Stapel zerknüllter, ungleich großer, auf der Rückseite beschriebener Bogen mit dem Briefkopf des Gemeindeamts“ gewesen. Miguel Vera „hatte die Blätter bis kurz vor dem Tage gefüllt, an dem er einen Schuß bekam, der in der Wirbelsäule steckenblieb“ und ihn tötete: „Ich habe sie abgeschrieben, ohne ein Komma zu ändern. Ich habe nur einige Teile ausgelassen, die mich persönlich betreffen“. Eine dritte, nur scheinbare Ich-Erzählerin ist eine Ordensschwester, die dem neuen Bürgermeister Miguel Vera die Schandtaten von dessen Vorgänger Melitón Isasi schildert.
Der Berichtszeitraum von Menschensohn beginnt, wenn man Macarios Erzählungen mit einbezieht, in der Zeit der Francia-Diktatur in Paraguay und endet etwa ein Jahr nach dem Chacokrieg. Orte der Handlung sind Itapé und Umland, der Eisenbahn-Haltepunkt Sapukai (ca. 20 Kilometer östlich von  Paraguarí), die Militärstrafkolonie Peña Hermosa (im Río Paraguay nahe San Lázaro) sowie die Kampfschauplätze und Garnisonen im Chaco, beispielsweise Isla Po’i in der Nähe von Filadelfia.

### Stil, Magischer Realismus
Obwohl Menschensohn insgesamt eine gewisse Düsternis ausstrahlt, nehmen die Schilderungen des Romans teilweise „surreale Ausmaße“ an, die „ans Groteske grenzen“. Eine weitere Ambivalenz liegt darin, dass Roa Bastos sich einerseits zwar einer stark symbolischen Sprache bedient und „Symbole und Legenden die einzigen klaren Verbindungen zwischen den Geschichten sind. Zu diesen Symbolen gehört eine hölzerne Christusstatue (der ‚Menschensohn‘ im Titel)“, aber auch die Zahlensymbolik, beispielsweise die Zwölf: zwölf Handgranaten, die Villalba auf seine einstige Hütte wirft, zwölf Söhne von Macarios Vater, die über Paraguay verteilt wurden, aber auch zwölf Apostel. Andererseits sind „biblische Terminologie, Zahlen und Fakten, wie sie in Menschensohn aus christlicher Perspektive interpretiert werden, ihrer spirituellen Bedeutung beraubt und durch Roa Bastos’ humanistische Ideologie ersetzt.“ Eine solch stark symbolische und metaphorische Sprache, die Fantasie und Realität miteinander verschmelzen lässt, sorgt in Teilen der Sekundärliteratur dafür, dass das Buch als Teil des Magischen Realismus gesehen wird. Beispiele magisch-realistischer Merkmale und Prinzipien sind hierbei der einäugige Mateplantagen-Kommissar Chaparro, der seine Schusswaffen-Treffsicherheit seinem verhexten Glasauge verdanke, das vermeintliche zweimalige Auftauchen von Casiano Jaras verstorbenem Vater vor und während der Flucht von der Mateplantage, „die zahlreichen Gespenster […], die zum Trinken an den Bach ziehen“ und dabei nach Alexis Dubrowskys Verschwinden an dessen Hütte vorbeilaufen, die Darstellung, wie Dubrowskys eigentlich im San-Ignatio-Schnitzbild verborgene Schätze aus Dubrowskys Händen herauszufließen scheinen, oder die Situation in Isla Po’i zu Beginn des Chacokriegs, als „der große Schmetterlingsschwarm das Lager überfiel, Millionen und Abermillionen, die in Wellen herbeigeflattert kamen. Und schon zitterte die Steppe unter dem golden flatternden Lavamantel, unter dem selbst das Grün der Lagune sich gelb verfärbte. Die Luft wurde so zäh, daß man zu ersticken glaubte.“

### Figuren (Auswahl)
Die Charaktere des Romans Menschensohn werden in der Sekundärliteratur gesehen als teils „surreale“, teils „symbolische Persönlichkeiten [...] Die Erzählung konzentriert ihre Aufmerksamkeit auf ein Individuum, um stets auf menschlicher Ebene zu sprechen und nicht nur in den abstrakten Begriffen der gesamten Menschheit. Die für die narrative Hervorhebung ausgewählten Individuen sind nur von relativer Bedeutung, da jeder seinerseits seine ‚Aufgabe‘ erfüllt und wieder in den Strom des Lebens zurückfällt.“ Die jeweils relative Bedeutung der Figuren und ihr jeweiliges Zurücktreten innerhalb des Handlungsverlaufs erschweren es stellenweise, in Haupt- und Nebenfiguren zu trennen, so dass die folgende Auswahl weitestgehend chronologisch ist:
- Macario: Dieser „Sohn eines Leibeigenen des Diktators Francia“[87] wurde ca. 1821 geboren[88] und ist als „wunderbarer Geschichtenerzähler“[89] eine Art Stadthistoriker, „der jene Ereignisse auswendig kennt, die viele Generationen zurückreichen“.[90] Zu Beginn des Romans schildert der von den Goiburú-Zwillingen notorisch gehänselte Macario dem jungen Ich-Erzähler Miguel Vera und anderen Kindern die Geschichte von Gaspar Mora und des Cristo de Itapé ebenso wie Auszüge aus seinem eigenen Leben. Macario hat „das Knochengerüst von fadenscheinigen Fetzen umhangen, der ganze Kerl nicht größer als ein Kind“,[87] und seine Finger sind, „dürr […] wie Rebenholz“.[78] Im Jahr 1911 an Grauem Star erkrankt, stirbt er kurz darauf, etwa zu jener Zeit, als Itapé an die Eisenbahn angeschlossen wird.[91]
- Gaspar Mora: Macarios Neffe wurde geboren „als die Residentin abreiste“, also 1869.[92] „Wie Jesus ist Gaspar ein Zimmermann“,[93] vor allem aber Instrumentenbauer, der sich wegen seiner Lepra-Erkrankung in Selbstisolation begibt, wo er die Christusfigur schnitzt. „In der Erzählung des alten Mannes [=Macarios] ist Mora die Stimme des Volkes. Er ist es, der mit seinen Musikinstrumenten, insbesondere seiner Gitarre, die tiefen Gefühle ihres Lebens zum Ausdruck bringen kann. […] Mora erhält durch seine zunehmend legendäre Existenz eine zusätzliche Bedeutung: Er ist eine Verkörperung und ein bitteres lebendes Beispiel nicht nur der physischen und emotionalen Isolation jedes Menschen, sondern – mit seiner Krankheit – auch der unreinen und leidenden Rasse, die sein unterdrücktes Volk ist.“[94]
- María Rosa: Diese „Geliebte (?) von Mora und Wärterin der Christusfigur“[95] gibt, nachdem sie „infolge des Todes von Gaspar verrückt geworden ist, ihre beiden Berufe als Chipáverkäuferin und Prostituierte auf“.[96] María Rosa war als Sexarbeiterin „braun wie ein Tonkrug, rund und füllig, gebräunter Glanz lag auf ihren Wangenknochen, und ihre dunklen Pupillen blitzten hell“,[97] als verrückte Christus-Wärterin treten anderen Eigenschaften in den Vordergrund: „Ihr Wortschatz bestand aus wenigen unzusammenhängenden Sätzen, die das altertümliche Guaraní nur noch unverständlicher machte, und aus dem verrückten Kehrreim der Guaraní von Guairá.“[98]
- Nicanor Goiburú: „Der Landwirt genoß den Ruf des Unruhestifters und Messerhelden“.[13] Er ist Macarios Gegner bei der Auseinandersetzung um Gaspar Moras Christusfigur sowie Vater der Goiburú-Zwillinge Pedro und Vicente sowie des von Melitón Isasi missbrauchten Schulmädchens Felicitas Goiburú.
- Juan Cruz Chaparro: „Einäugig, feist und pockennarbig“[99] ist dieser grauäugige[100] Mateplantagen-Kommissar „eine autoritäre Figur, die ihre Macht missbraucht [...] und unerträgliches Leid verursacht, vergleichbar mit dem der Kreuzigung.“[101]
- Casiano Jara: Dieser in Sapukai geborene[102] Ziegeleiarbeiter nahm am gescheiterten Aufstand von 1912 teil,[103] und dass er nach jenem Aufstand untertauchen muss, spielt eine Rolle für sein Anheuern auf der Mateplantage. Mit seinem kurz vor der Flucht von der Plantage geborenen Sohn Cristóbal teil er „ein Ideal von Freiheit.“[104]
- Natividad Jara: Casianos Frau ist ebenfalls in Sapukai geboren.[102] Ihre „grünschillernden Augen“ sowie „kräftige und gutgewölbte braune Beine“[105] wecken die Begierde des Mateplantagen-Kommissars Chaparro, vor der sie zusammen mit ihrem Mann Casiano und dem neugeborenen Cristóbal flieht.
- Alexis Dubrowsky: Ein „blonder, fast maisgelber Haarschopf“[106] ziert das Haupt dieses schlanken russischen Exil-Mediziners mit den langen Beinen[107] und den himmelblauen Augen.[108] Der Doktor lebt „ein seltsames, zurückgezogenes Leben“[109] und „führt seine humanitären Taten mit einer ruhigen, aber entschlossenen Zurückhaltung aus, einer fast unbewussten Distanz“.[110] Umgeben ist Dubrowsky „von einem Gefühl des Mysteriums, das auf dem Mangel an präzisen Informationen beruht“[111] und schnell in Ablehnung umschlägt, als Dubrowsky infolge seines plötzlichen Reichtums wahnsinnig wird[112] und „seine kühne Großzügigkeit“[113] verliert. Als er spurlos verschwindet, hinterlässt er „ein Geheimnis und eine Legende, die von den Menschen nie verstanden werden wird“.[114]
- María Regalada Cacere: Die grünäugige[115] Tochter des Totengräbers, die später dessen Amt übernimmt, ist im Jahre 1918[32] fünfzehn Jahre alt,[116] also ca. 1903 geboren. Sie war erst die „Vertraute von Alexis Dubrowsky und Mutter eines Sohnes von ihm“,[117] später ist sie „in der Lage, die Bemühungen der Armee zu untergraben, indem sie Cristóbal Jara versteckt“.[118]
- Melitón Isasi: Das Stadtoberhaupt von Itapé während des Chacokriegs sieht „seine Aufgabe darin, Regeln niederzulegen und die jungen Frauen der Gegend in sein Bett zu bekommen.“[119]
- Miguel Vera: Der in Itapé geborene Ich-Erzähler des Romans ist der Sohn eines ehemaligen Geistlichen und nunmehrigen Landwirts[120] und beim Erscheinen des Halleyschen Kometen im Jahre 1910 fünf Jahre alt,[98] also ca. 1905 geboren. Einst Musterschüler der Kriegsschule,[121] zu der Miguel Vera ging, weil man in Itapé „nur die Volksschule bis zur dritten Klasse besuchen“ kann,[120] wurde er wegen Meuterei nach Sapukai verbannt,[121] wo er jedoch die Revolte des Cristóbal Jara durch Wehrübungen[122] unterstützt. „Veras größte Tugend besteht darin, dass er sich der Not seiner Landsleute in Paraguay schmerzlich bewusst ist.“[123] Vera, „nach eigenem Bekunden ein unverbesserlicher Romantiker“,[124] wird dann wegen seiner militärischen Fähigkeiten im Chaco-Krieg gebraucht und ist am Schluss nicht nur Oberleutnant, sondern als Nachfolger des ruchlosen Melitón Isasi Bürgermeister von Itapé.
- Zwillinge Pedro & Vicente Goiburú: „Pedro trug eine verschmitzte Miene, während seinem Bruder Vicente der Schelm im Nacken saß. Aber unter sich waren sie einig.“[125] Der Vater der Goiburú-Zwillinge  „war ein erklärter Feind“ von Gaspar Mora und dessen Onkel Macario: „Wahrscheinlich hatte er seinen Zwillingssöhnen den scheußlichen Haß eingeimpft […]. Jedenfalls stand fest, daß den Zwillingen nichts heilig war.“[126] Früh fällt Miguel Vera die „unnachahmliche Bosheit“[127] der Zwillinge auf, die bei der Lynchjustiz an Melitón Isasi in „mörderische Wut“[128] umschlägt.
- Crisanto Villalba: Dieser mögliche inoffizielle Schwiegersohn von Gaspar Mora war „vor dem Krieg der beste Ackerbauer von ganz Itapé“[129] und erscheint in dem Roman erst nach dem Krieg. „Da er zu den Stillen gehörte und im Kampf stets mutig und schlau war, haben sie fraglos bis zum Schluß nichts Absonderliches an ihm bemerkt. Schließlich wollte er ja nur kämpfen. Und nichts war dort nötiger…“[130] Der dreifach mit Ordenskreuzen dekorierte Unteroffizier[131] mit den kurzsichtigen,[132] „schrägstehenden Augen“[133] hat ein aknenarbiges, „knochiges Vogelgesicht“[132] und Halsadern und -sehnen „dick wie Stricke.“[131]
- Juana Rosa: Villalbas Frau ist die Tochter von María Rosa, die behauptet, Gaspar Mora sei Juana Rosas Vater. Juanas „schwarzes Haar“ sowie „die schmale Taille, die harten Brüste“[63] wecken die Begierde des machtmissbrauchenden Stadtoberhaupts von Itapé, Melitón Isasi. Als Isasi tot ist und Villalba heimkehrt, hat Juana bereits „Itapé verlassen, um ihrer ‚Schande‘ zu entgehen und nach ihrem Ehemann Crisanto Villalba zu suchen“.[134]
- Cristóbal Jara: Der Sohn von Casiano und Natividad Jara wird circa 1914[135] in eine Familie von „Underdogs, die ständig im Visier der Behörden sind“, geboren.[136] Cristóbal ist „verschlossen und wortkarg, schwerfällig und zugleich geschmeidig“.[137] Mit seinem Vater Casiano Jara teilt Cristóbal „ein Ideal von Freiheit.“[104] Der Romanist David William Foster (Arizona State University) identifiziert ihn als den „Menschensohn“ des Romantitels:[138] Cristóbal sei „das Individuum, das nicht nur seinen Körper, sondern auch seine Seele der Auferstehung der Menschheit widmet“[139] und „dessen Opfer durch sein Leben und seinen Tod zu einer lebendigen Anspielung auf die Selbstaufopferung Christi wird.“[140]
- Salu’í: Anfänglich war Salu’í eine Prostituierte, doch als „sie sich im Militärlager in Cristóbal Jara verliebt, beschließt sie, die Prostitution aufzugeben und findet Arbeit im Krankenrevier“,[141] zusammen mit Villalbas Frau Juana Rosa. Dank Crossdressing[142] kann sie an Cristóbals Miguel-Vera-Befreiungstrupp teilnehmen und untergräbt so „eine Reihe binärer Gegensätze, die den Geschlechtern auferlegt werden. Sie tauscht eine weibliche gegen eine männliche Stellung, sie bewegt sich von der Peripherie [...] ins Zentrum des Kampfes und wechselt von der Passivität zur Aktion“.[143] Letztlich stirbt sie an Verletzungen, derweil sie den verletzten Cristóbal zu retten versucht: „Ihr Exkurs in die Männerdomäne der Nationalarmee endet abrupt in einem anonymen Schweigen.“[144]

### Themen

#### Innerer und äußerer Krieg
Zentrales Thema des von Fatalismus geprägten Romans Menschensohn ist der Krieg: nicht nur der Chacokrieg oder die bürgerkriegsähnlichen innerparaguayanischen politischen Auseinandersetzungen, sondern generell der Kriegszustand zwischen Eliten und einfacher Bevölkerung: „Es geht nicht um liberal oder rot. Es geht nur um die feinen Pinkel und die armen Schlucker. Um die oben und die unten. Nur darum geht es“, um „die verlorene Existenz der Menschheit angesichts von Krieg und Unterdrückung“. Der „nationalistische Geist, der interne Klassenkonflikte zu überwinden scheint“, die Kriegseuphorie des Chacokriegs entpuppt sich als rasch ausgebranntes Strohfeuer: „Einer der Kameraden ließ sogar heiser das Vaterland hochleben, mit trüben Augen, in denen die alte Begeisterung erloschen ist.“ Denn den einfachen Soldaten des Chacokriegs ist oder wird oft klar, „dass sie für genau diejenigen kämpfen, die sie ausbeuten“, und dass Kriege nicht als Mittel dienen, „Unrecht wiedergutzumachen, sondern als Mittel, die Menschheit zu zerstören“.

#### Menschensohn
Ob man das nun auf den von Mora geschnitzten Christus oder die Deutung bezieht, dass Cristóbal Jara der eigentliche Menschensohn sei: Der Christus, „der von den Itapeños geehrt und verehrt wird, ist ein Christus, der von ihnen geboren wurde – geboren aus ihrem Leiden und geboren für ihr Leiden. Es ist ein Christus, der von ihnen geschaffen wurde“, so der Romanist David William Foster: „Roas fester Glaube, dass es herausragende Individuen gibt, die selbst im Tod einen Weg finden, sich auszudrücken, einen Ausdruck, der, obwohl er nicht materiell zum Wohlergehen ihres Volkes beiträgt, es emotional und spirituell unterstützt und seinen Glauben an die gemeinsame Brüderlichkeit einer leidenden Menschheit stärkt [...], ist das zentrale Thema von Menschensohn.“ Erlösung bringt hierbei nicht die Amtskirche mit ihren Standard-Kreuzen an den Wänden und, von einem einmaligen erlösenden Regenguss abgesehen, auch nicht die handgeschnitzte Christusfigur des Gaspar Mora: Dessen handgeschnitzte Christus-Figur wird durch die von den Gräueln des Krieges und Isasis massivem Machtmissbrauch desillusionierten Goiburú-Zwillinge abgenommen, das Kreuz wieder zu dem, was es ursprünglich war: ein Folter- und Hinrichtungsinstrument, für Isasi. „Wenn der Christus von einer hoffnungsvollen Bevölkerung geschaffen wurde, kann er ebenso von einer desillusionierten zerstört werden.“ Erlösung bringt der Mensch nur sich selbst und anderen Menschen, indem er sich und anderen das Leben nicht länger durch Machtmissbrauch und Willkür zur Hölle macht: „Es muß einen Ausweg geben aus dem ungeheuerlichen Widersinn des Menschen, der vom Menschen gekreuzigt wird. Sonst müßte man glauben, daß das Menschengeschlecht für immer verflucht ist, daß dies die Hölle ist und wir auf keine Erlösung hoffen dürfen.“

## Rezeption, Adaption und Auszeichnung
Der 1959 auf Basis des eingereichten Manuskripts mit dem Concurso Internacional de Narrativa ausgezeichnete, 1961 unter der Regie von Lucas Demare (1910–1981) verfilmte Roman „war ein überwältigender Erfolg bei Kritikern und Publikum“, hat ein breites Lesepublikum erreicht „und international große Anerkennung gefunden“. Das Nachrichtenmagazin Der Spiegel beispielsweise nannte das Buch direkt nach Erscheinen der deutschen Übersetzung eine „nicht nur belletristisch, sondern auch zeitgeschichtlich lohnende Lektüre“, der Romanist David William Foster hielt den Roman 1969 für „eines der bedeutendsten Werke der lateinamerikanischen Literatur des 20. Jahrhunderts“.

## Deutschsprachige Textausgaben (Auswahl)
- Menschensohn. Roman. Aus dem Spanischen übersetzt von Curt Meyer-Clason. Fischer-Taschenbuch-Verlag, Frankfurt am Main 1994. ISBN 3-596-11600-7.
- Menschensohn. Roman. Aus dem Spanischen übersetzt von Curt Meyer-Clason, basierend auf der 3., überarbeiteten und erweiterten Ausgabe des Originals.[3] Hanser, München 1991. ISBN 3-446-16200-3.
- Menschensohn. Roman. Aus dem Spanischen übersetzt von Curt Meyer-Clason. (=Bibliothek Suhrkamp, Band 506.) Suhrkamp, Frankfurt am Main 1976. ISBN 3-518-01506-0.
- Menschensohn. Roman. Aus dem Spanischen übersetzt von Curt Meyer-Clason. Aufbau-Verlag, Berlin 1964.
- Menschensohn. Roman. Aus dem Spanischen übersetzt von Curt Meyer-Clason. Hanser, München 1962.